# Blood Diamond du Pont
Blood Diamond du Pont (né le 12 juin 2011) est un cheval hongre de race Selle français originel, à la robe baie. C'est un fils de Diamant de Semilly. 
Il est monté en saut d'obstacles par le cavalier français Julien Anquetin, avec qui il a remporté le Grand Prix du Saut Hermès en mars 2024.

## Histoire
Blood Diamond du Pont naît le 12 juin 2011, à l'élevage de Matthieu Leconnetable, situé à Martinvast dans la Manche, en France,. Il provient donc de la péninsule du Cotentin, en Normandie. 
Il est le tout premier poulain de son éleveur Matthieu Leconnetable, qui a utilisé la technique du transfert d'embryon sur sa jument Line du Pont. Il est castré à l'âge de trois ans.
Matthieu le débourre et le débute à l'entraînement au saut d'obstacles. Le poulain participe à la finale de la Grande semaine de Fontainebleau à l'âge de cinq ans. Il saute sur 1,20 m à l'âge de six ans, puis des épreuves régionales à 1,35 m. Plusieurs cavaliers internationaux l'essaient, mais décident de ne pas l'acheter. Le hongre est finalement confié au cavalier local Julien Anquetin.

## Description
Blood Diamond du Pont est un hongre de robe baie, inscrit au stud-book du Selle français.
Il mesure 1,75 m à l'âge de 3 ans.

## Palmarès
Il atteint un indice de saut d'obstacles (ISO) de 170 en 2022.
- octobre 2023 : vainqueur du Grand Prix du CSI4* de Saint-Lô[6] ;
- janvier 2024 : vainqueur de l'épreuve qualificative du CSI5*-W de Leipzig[7] ;
- mars 2024 : vainqueur du Grand Prix du Saut Hermès[8],[9] ;
- avril 2024 : 3e du Grand Prix du CSI 5* à 1,60 m de Miami[10].

## Origines
Ses origines sont essentiellement françaises, puisqu'il porte le label Selle français originel. C'est un fils de l'étalon Selle français Diamant de Semilly, sa mère Line du Pont étant une jument issue de l'étalon Selle français Arpège Pierreville,,. Line du Pont est connue pour avoir été une jument très compétitive en épreuves de vitesse.
Il présente 48 % d'origines génétiques Pur-sang selon le calcul de l'Institut français du cheval et de l'équitation, 50,54 % selon celui du site web Hippomundo.
Son principal ancêtre majeur est l'étalon Diamant de Semilly.